# Weymouthkiefern-Blasenrost
Der Weymouthkiefern-Blasenrost, Stroben-Blasenrost oder auch Strobenrost (Cronartium ribicola) ist ein Krankheitserreger aus der Familie der Cronartiaceae, der Anschwellungen, Harzfluss und orangegelbe Aecien an fünfnadeligen Kiefern wie Weymouth-Kiefer und Zirbel-Kiefer hervorruft und als Dikaryon Johannisbeeren (Ribes spp.) befällt.

## Ökologie

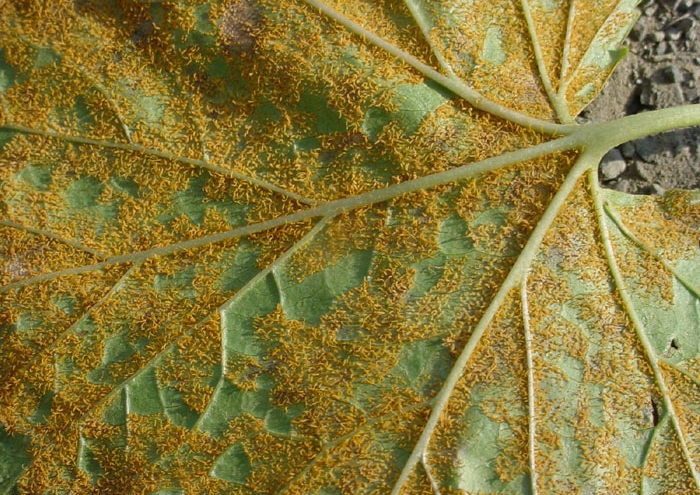
Teleutosporenlager auf einer Johannisbeere (Ribes sp.)

Der Strobenblasenrost tritt nur an fünfnadeligen Kiefern als Haplontenwirt auf. Auf dem Haplontenwirt kommt es zur Ausbildung blasenförmiger Aecien, deren Sporen in der dikaryotischen Phase die Blätter von Johannisbeeren (Ribes spp.) in bis zu 100 km Entfernung infizieren. Hier ist ein Befall durch bräunliche Uredolager blattoberseits und im Herbst durch säulchenförmige, gelbbraune Telien blattunterseits gekennzeichnet. Der Zyklus schließt sich durch die Bildung von Basidiosporen, um so wieder die Kiefer noch im Herbst in bis zu 2 km Entfernung zu infizieren. Der Pilz wandert symptomlos über die Nadeln in die Rinde ein, wo es im folgenden Jahr oder mehrere Jahre später wieder zur Ausbildung von Spermogonien und Aecien kommt.
Neben der Strobe werden fast alle nordamerikanischen fünfnadeligen Kiefern (Westliche Weymouth-Kiefer, Biegsame Kiefer und Zucker-Kiefer) stark befallen. Weniger anfällig sind die eurasischen Arten wie Zirbel- und Mazedonien-Kiefer (Pinus peuce). Die Tränen-Kiefer ist der Weymouth-Kiefer waldbaulich fast gleichwertig, aber weniger rostanfällig. Von den Dikaryontenwirten sind die Kulturformen der Johannis- und Stachelbeere besonders rostgefährdet.

## Verbreitung
Ursprünglich war der Strobenrost nur im Gebiet der Zirbel-Kiefer in den Alpen und in Sibirien heimisch, wobei die Baumart nur wenig geschädigt wurde. Als man begann, die hochanfällige Weymouth-Kiefer in Europa anzubauen, breitete sich der Pilz über ganz Europa aus und gelangte durch Einfuhr kranker Pflanzen nach Nordamerika. Hier waren neben der Weymouth-Kiefer auch die Westliche Weymouth-Kiefer betroffen, zumal auch zahlreiche anfällige Ribes-Arten zur Verfügung standen. Heute zählt der Strobenrost zu den bedeutendsten Krankheiten fünfnadeliger Kiefern.

## Maßnahmen
Durch den obligaten Wirtswechsel wird die Krankheit durch räumliches Trennen von mindestens 500 m der beiden Wirte stark vermindert. Daneben hilft eine frühzeitige Entfernung der unteren Äste bis in 1–2 m Höhe mit späterer Astung auf 3–4 Meter und einer hochresistenten Sortenwahl für den Anbau. Zudem sollte der Strobenanbau nicht unter feucht-kühlen Bedingungen und nicht in lockeren windexponierten Beständen stattfinden.